# Teo Peter
Teofil Nelu Peter (cunoscut ca Teo Peter, n. 11 aprilie 1954, Cluj, România – d. 4 decembrie 2004, București, România) a fost un muzician rock român, basist și cofondator în 1977, împreună cu Costi Cămărășan, al formației Compact, respectiv fondator în 1988 al formației Compact B (prescurtare pentru Compact București).